# Konkurs Eurowizji dla Młodych Muzyków 2024
21. Konkurs Eurowizji dla Młodych Muzyków odbył się 17 sierpnia 2024 roku w Stormen Konserthus na terenie miasta Bodø w Norwegii. Koncert zorganizowała Europejska Unia Nadawców oraz norweski nadawca publiczny Norsk Rikskringkasting (NRK). Był to drugi konkurs, który odbył się w Norwegii. 
W konkursie wzięło udział jedenaście państw. Zwycięzcą został reprezentant Austrii, Leonhard Baumgartner.

## Lokalizacja

### Miejsce organizacji konkursu

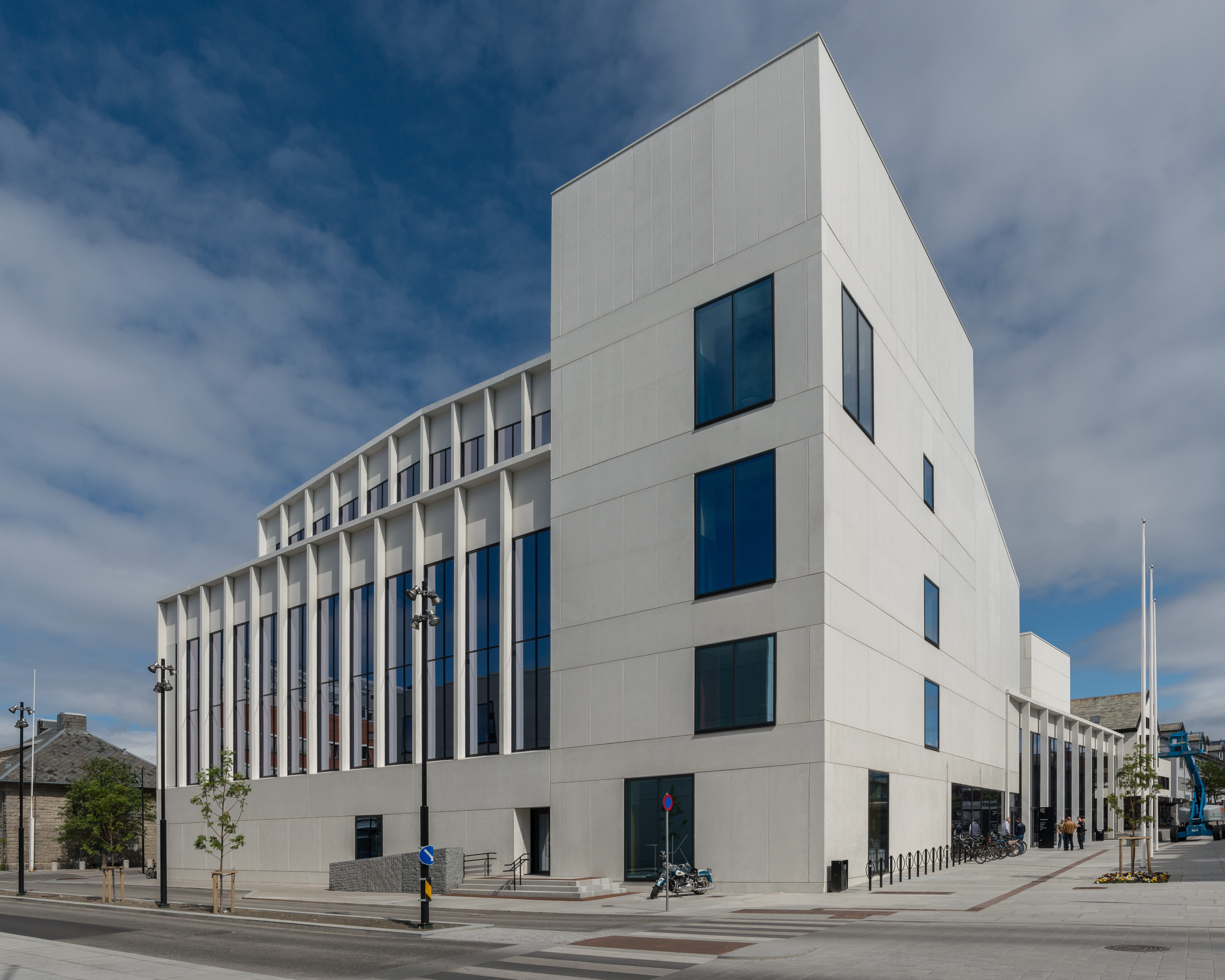
Stormen Konserthus, miejsce organizacji konkursu

W przeciwieństwie do Konkursu Piosenki Eurowizji, w którym wygrywający nadawca publiczny ma pierwszeństwo do organizacji konkursu w kolejnym roku, telewizja triumfująca w Konkursie Eurowizji dla Młodych Muzyków nie otrzymuje automatycznie prawa do organizacji następnego konkursu.
11 lipca 2023 roku Europejska Unia Nadawców poinformowała na swojej oficjalnej stronie internetowej, że konkurs odbędzie się w mieście Bodø w Norwegii w trakcie sprawowania przez miasto funkcji Europejskiej Stolicy Kultury. Na Twitterze organizacja oficjalnie potwierdziła, że na arenę konkursową została wybrana Stormen Konserthus. Będzie to drugi konkurs organizowany w Norwegii, po pierwszym który został zorganizowany w 2000 roku w Bergen.

## Kraje uczestniczące
EBU początkowo potwierdziło, że maksymalnie dziesięć nadawców może wziąć udział w tej edycji konkursu. 10 stycznia 2024 Amelie Rossignol, oficjalna przedstawicielka EBU ds. Eurowizji dla Młodych Muzyków ogłosiła, że w tym roku jednak maksymalnie jedenaście państw może wziąć udział, ponieważ przewidziano miejsca dla dziesięciu nadawców z innych krajów i nadawcy-gospodarza. 29 lutego 2024 szwajcarski nadawca SRF doniósł, jakoby finalnie w stawce znalazło się dwanaście państw, jednak 3 kwietnia austriacki nadawca ORF przy okazji wyjawienia swojego reprezentanta podał, jakoby w stawce znalazły się również Polska i Serbia, lecz nie uwzględniono tam Słowenii, co spowodowałoby że finalnie w stawce miałoby znaleźć się jedenaście państw. Słoweński nadawca RTVSLO potwierdził swój udział w czerwcu 2023 roku, jednak od tamtego czasu nie podał dalszych szczegółów. 5 kwietnia norweski nadawca i organizator konkursu NRK potwierdził, że w konkursie wezmą udział reprezentacje z jedenastu krajów, w tym m.in. Armenii, Serbii i Szwajcarii, które powrócą do stawki po przerwie.
| Lp. | Kraj       | Reprezentant               | Instrument  | Utwór                                                           |
| --- | ---------- | -------------------------- | ----------- | --------------------------------------------------------------- |
| 1   | Norwegia   | Sebastian Egebakken Svenøy | pianino     | C. Saint-Saëns: V Koncert na pianino                            |
| 2   | Szwajcaria | Valerian Alfaré            | eufonium    | P. Mealor: Fragment z Koncertu na eufonium                      |
| 3   | Belgia     | Mahault Ska                | pianino     | F. Mendelssohn-Bartholdy: Koncert na pianino                    |
| 4   | Austria    | Leonhard Baumgartner       | skrzypce    | H. Vieuxtemps: V Koncert skrzypcowy                             |
| 5   | Armenia    | Hajk Hekekian              | obój        | L. A. Lebrun: I Koncert obójowy                                 |
| 6   | Francja    | Pierre-Emmanuel Hurpeau    | pianino     | M. Ravel: Koncert na pianino                                    |
| 7   | Szwecja    | Hugo Svedberg              | wiolonczela | J. Haydn: I Koncert wiolonczelowy                               |
| 8   | Polska     | Jeremi Tabęcki             | klarnet     | L. Bassi: Fantazja koncertowa na motywach z Rigoletta           |
| 9   | Serbia     | Bogdan Dugalić             | pianino     | S. Rachmaninow: Rapsodia na temat Paganiniego                   |
| 10  | Niemcy     | Fabian Egger               | flet        | J. Gade, T. L. Christiansen: Tango Fantasia na flet i orkiestrę |
| 11  | Czechy     | Adam Znamirovský           | pianino     | C. Saint-Saëns: II Koncert na pianino                           |

Legenda:
     Zdobywca pierwszego miejsca
     Zdobywca drugiego miejsca
     Zdobywca trzeciego miejsca

## Pozostałe kraje
By kraj kwalifikował się do potencjalnego udziału w Konkursie Eurowizji dla Młodych Muzyków, musi być aktywnym członkiem Europejskiej Unii Nadawców. Obecnie nie wiadomo, czy Europejska Unia Nadawców wydała zaproszenia do udziału wszystkim 56 aktywnym członkom, tak jak ma to miejsce w kwestii Konkursu Piosenki Eurowizji. 

### Aktywni członkowie EBU
- Hiszpania – 5 marca 2024 roku hiszpański nadawca Radiotelevisión Española (RTVE) poinformował, że nie planuje organizować powrotu Hiszpanii do konkursu w 2024 ponieważ woli skoncentrować swoje wysiłki i budżet na organizację Konkursu Piosenki Eurowizji Junior 2024[73].
- Słowenia – w czerwcu 2023 słoweński nadawca Radiotelevizija Slovenija (RTVSLO) potwierdził chęć powrotu podczas konkursu w 2024[24][25], lecz finalnie nie znalazł się na liście państw opublikowanej 5 kwietnia 2024[12].
- Wielka Brytania – 28 grudnia 2023 brytyjski nadawca BBC poinformował, że nie planuje organizować powrotu Wielkiej Brytanii podczas konkursu w 2024, ponieważ w tym samym czasie gdy odbędzie się finał konkursu odbywa się konkurs BBC Young Musician(inne języki)[74][75][76].
  -  Walia – 30 grudnia 2023 walijski nadawca S4C poinformował, że nie planuje organizować debiutu Walii podczas konkursu w 2024 nie podając przy tym przyczyny swojej decyzji[77][78].

Poniższe kraje potwierdziły, że nie planują powrócić do udziału w konkursie w 2024 bez podania przyczyny:

- Bułgaria – BNT[79]
- Chorwacja – HRT[80]
- Gruzja – GPB[81]
- Holandia – NTR(inne języki)[82]

### Członkowie spoza EBU
- Rosja – 26 lutego 2022, dzień po wykluczeniu kraju z udziału w Konkursie Piosenki Eurowizji w 2022 w świetle rosyjskiej inwazji na Ukrainę, poinformowano o wyjściu z EBU wszystkich trzech stacji pochodzących z Rosji (Pierwyj kanał, RTR i Radio Dom Ostankino), co uniemożliwa udział kraju w przyszłych konkursach, dopóki stacje nie dołączą do EBU ponownie[83].

## Nadawcy publiczni i komentatorzy

### Komentatorzy
Lista ukazuje komentatorów oraz nadawców publicznych państw, którzy biorą udział w konkursie:
Kraje uczestniczące
- Armenia – Anna Awanesjan(inne języki) i Ruben Muradian(inne języki) (1TV)[84]
- Austria – Teresa Vogl(inne języki) (ORF 2[a])[84][85]
- Belgia – Caroline Veyt(inne języki) (La Trois(inne języki), Musiq'3(inne języki)[b])[86][87]
- Czechy – Jiří Vejvoda(inne języki) i Petra Křížková(inne języki) (ČT art)[88][89]
- Francja – TBA (Culturebox(inne języki))[90]
- Niemcy – Daniel Finkernagel(inne języki) (WDR Fernsehen(inne języki), WDR 3[c])[91][92]
- Norwegia – brak komentatora (NRK 1)[93][94], Anikken Sunde (NRK Klassisk(inne języki))[94], brak komentatora (NRK3(inne języki)[d])[94]
- Polska – Sylwia Janiak-Kobylińska i Robert Kamyk (TVP Kultura, TVP Kultura 2)[95][96][97]
- Serbia – Tijana Lukić (RTS2, Radio Belgrade 3)[98][99]
- Szwajcaria – Benoît Perrier (RTS 2[e])[100][101], Beatrice Kern (SRF 1, Radio SRF 2 Kultur[f])[102][103]
- Szwecja – TBA (SVT2(inne języki)[g])[104]